# Dicronocephalus chantrainei
Dicronocephalus chantrainei är en skalbaggsart som beskrevs av Devecis 2008. Dicronocephalus chantrainei ingår i släktet Dicronocephalus och familjen Cetoniidae. Inga underarter finns listade i Catalogue of Life.